# The Diary of Anne Frank (miniserie)
The Diary of Anne Frank är en brittisk miniserie från 2009. Serien hade premiär på BBC One den 5 januari 2009. Seriens manus är skrivet av Deborah Moggach, baserat på Anne Franks dagbok, som publicerades 1947. Serien följer tonårsflickan Anne, hennes föräldrar och storasyster samt fyra andra människor som tillsammans gömmer sig i ett hus i det nazist-ockuperade Amsterdam åren 1942-1944. Detta genom den röda lilla dagbok som Anne fått på sin 13-årsdag, bara veckor innan familjen tvingas gå under jorden för att inte separeras under deporteringen av judar.

## Rollista (i urval)
- Ellie Kendrick - Anne Frank
- Iain Glen - Otto Frank
- Tamsin Greig - Edith Frank
- Ron Cook - Hermann van Daan
- Lesley Sharp - Petronella van Daan
- Nicholas Farrell - Albert Dussel
- Kate Ashfield - Miep Gies
- Geoff Breton - Peter van Daan
- Felicity Jones - Margot Frank
- Hayley White - Hanneli Goslar
- Tim Dantay - Mr Kugler
- Roger Frost - Mr Kleiman
- Mariah Gale - Bep Voskuijl